# 妙見神社 (鳴門市)

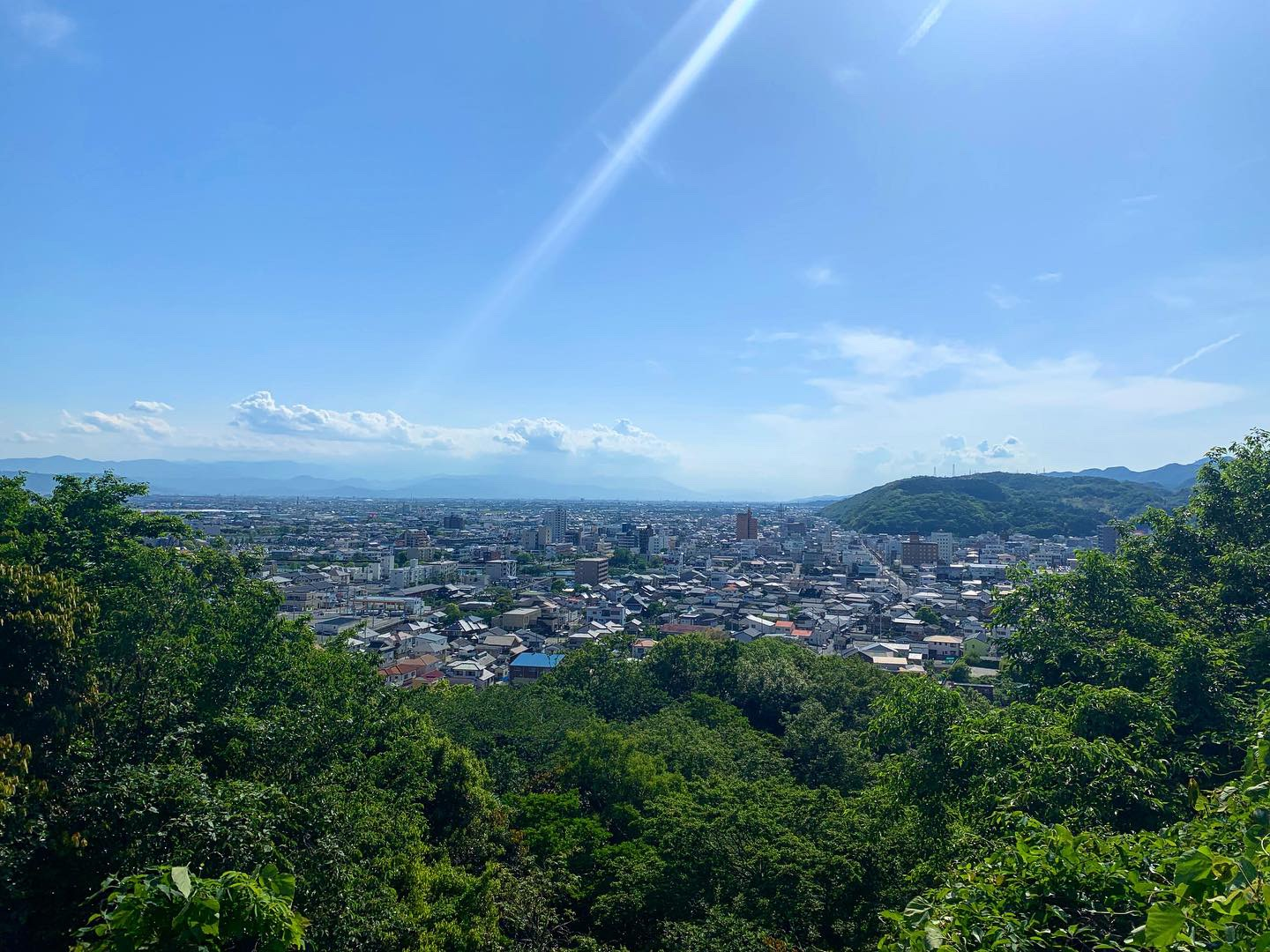
妙見神社の絵馬堂からの景色

妙見神社（みょうけんじんじゃ）は、徳島県鳴門市撫養町林崎の妙見山に鎮座する神社。

## 歴史
平安時代末期より中国より伝わった北辰信仰と結びついて妙見社として祀られるようになった。1830年（天保元年）、撫養城の城主であった四宮加賀守の子孫と撫養町林崎郷の近藤利兵衛がこの城址に妙見神社として再建した。
現在、撫養城址及び妙見神社周辺は妙見山公園として整備されており、妙見山頂の西側高台に鎮座している。

## 祭神
- 天御中主神

## 交通
- JR鳴門線「鳴門駅」より徒歩約20分。